# Timothé Crusol
Timothé Joseph Christian Crusol (Saint-Jean-de-Braye, 5 aprile 2001) è un cestista francese.